# روونا (تگزاس)
روونا، تگزاس(به انگلیسی: Rowena, Texas) شهری در ایالت تگزاس از ایالات جنوبی ایالات متحده آمریکا است.